# Victoria (película de 2025)
Vitória (conocida en países hispanohablantes como Victoria), es una película dramática brasileña de 2025 dirigida por Andrucha Waddington y Breno Silveira, y escrita por Paula Fiúza. Fue producida por Conspiração Filmes en colaboración con el servicio de streaming Globoplay. La película está protagonizada por Fernanda Montenegro y está basada en el libro Dona Vitória Joana da Paz , de Fábio Gusmão, que cuenta la historia real de Joana Zeferino da Paz, conocida con el seudónimo de Dona Vitória. La película se estrenó el 13 de marzo de 2025.

## Sinopsis
Nina es una anciana que vive sola y se siente angustiada por la creciente violencia en su barrio. En medio de conflictos con sus vecinos, decide filmar el movimiento de narcotraficantes desde su ventana con la esperanza de ayudar a la policía. Tras meses grabando actividades sospechosas, su iniciativa atrae la atención de un periodista, quien se acerca a Nina y le ofrece apoyo en su misión.

## Reparto
- Fernanda Montenegro como Nina / Vitória
- Alan Rocha como Flávio Godoy
- Linn da Quebrada como Bibiana
- Thawan Lucas como Marcio (Marcinho)
- Jeniffer Dias como Suelen
- Sacha Bali como Leonardo (Léo)
- Laila Garin como Laura Torres
- Thelmo Fernandes como Major Messias
- Silvio Guindane como Mário
- Henrique Manoel Pinho como Cabo Domingos

## Producción
La historia que inspiró la trama de la película fue vivida por Joana da Paz , una señora que en 2005, a los 80 años, filmó una trama de narcotráfico desde su casa en Copacabana , Río de Janeiro, y denunció la situación a la policía. Sin embargo, cuando se dieron a conocer las primeras imágenes de la película surgieron críticas sobre la elección de Fernanda Montenegro para el papel principal por tratarse de una actriz blanca viviendo la historia de una mujer negra. Sin embargo, la identidad de Joana solo fue revelada después de su muerte en 2023, momento en el que el rodaje de la película ya había terminado. Anteriormente, su identidad estuvo preservada durante 17 años y protegida por el apodo de Vitória. 
La directora Andrucha Waddington concibió el personaje con el objetivo de resaltar su humanidad, explorando sus sueños y debilidades. La construcción del personaje enfatiza su naturaleza extraordinaria, marcada por la lealtad a sus propios principios y la determinación de ir más allá de los límites de la vida cotidiana para luchar por lo que considera justo.

## Lanzamiento
El primer tráiler de la película fue lanzado el 23 de octubre de 2024 y divulgado en los medios por Sony Pictures Entertainment , pocos días después de que se confirmara la fecha de estreno para el 13 de marzo de 2025 en los cines brasileños. 
El 18 de febrero de 2025, se anunció que Vitória había sido elegida para ser la película de apertura del 27º Festival de Cine Brasileño de París, realizado en Francia. La proyección de la película está prevista para el 29 de abril de 2025 en L'Arlequin, un cine callejero del barrio de Saint German-des-Près, donde se celebra anualmente el evento.